# Chlorowodór
Chlorowodór, HCl – nieorganiczny związek chemiczny, połączenie chloru i wodoru. Dobrze rozpuszcza się w wodzie, tworząc kwas solny (kwas chlorowodorowy) z wydzieleniem dużej ilości ciepła.

## Otrzymywanie
Otrzymywany jest w wyniku działania kwasu siarkowego na chlorek sodu (reakcja przebiega w dwóch etapach):
- pierwszy zachodzi w temperaturze pokojowej:
H
2SO
4 + NaCl → HCl↑ + NaHSO
4
- drugi zaś wymaga podgrzania do 800 °C:
NaCl + NaHSO
4 → HCl↑ + Na
2SO
4

Synteza chlorowodoru może być zintegrowana z innymi procesami chemicznymi, np. chlorowaniem węglowodorów. Źródłem szczególnie czystego chlorowodoru jest synteza z pierwiastków. Gazy do tej reakcji uzyskuje się podczas produkcji wodorotlenku sodu przez elektrolizę wodnego roztworu chlorku sodu. Wodór jest następnie spalany w chlorze z wykorzystaniem palników kwarcowych:
H
2 + Cl
2 → 2HCl

## Właściwości

### Właściwości fizyczne
W warunkach normalnych chlorowodór jest gazem, 1,27 raza cięższym od powietrza. Ciekły chlorowodór nie przewodzi prądu elektrycznego.
Rozpuszcza się bardzo dobrze w wodzie (770 g/l w 20 °C) tworząc Kwas solny, w eterze dietylowym (220 g/l w 20 °C), w którym tworzy się [Et
2OH]+
Cl−
, a także w innych rozpuszczalnikach organicznych, np. benzenie (13,7 g/l w 25 °C). W rozpuszczalnikach mało polarnych nie ulega dysocjacji. Roztwór chlorowodoru w acetonie i eterach ma jaskrawe żółte zabarwienie.

### Właściwości chemiczne
Suchy chlorowodór jest dużo mniej aktywny chemicznie, niż jego wodny roztwór, kwas solny. Nie reaguje z fosforem, siarką, węglem, żelazem, niklem oraz chromem; reaguje zaś z litowcami (metalami alkalicznymi), np.: litem, sodem, potasem. W podwyższonej temperaturze reaguje także z innymi metalami.
Ciekły chlorowodór nie dysocjuje i jest mało reaktywny. Jako jeden z nielicznych chlorków metali, rozpuszcza się w nim chlorek cyny(IV) (bez dysocjacji).

## Zastosowanie
W przemyśle używany jest do produkcji kwasu solnego i niektórych syntez np. chlorku winylu z etynu.